# Philippe Carles
Philippe Carles (* 2. März 1941 in Algier; † 14. Oktober 2023) war ein französischer Jazzjournalist und -autor.
Carles studierte zunächst ab 1958 Medizin und lernte in dieser Zeit Jean-Louis Comolli kennen; 1963 brach er das Studium ab. Ab 1962 arbeitete er als Journalist; ab 1964 schrieb er für das Jazz Magazine, dessen Chefredakteur er (als Nachfolger von Jean-Louis Ginibre) 1971 wurde und bis 2006 blieb. Zwischen 1971 und 2008 war er auch als Musikproduzent und Moderator für France Musique im Jazzbereich tätig. Daneben verfasste er mehrere Bücher; so trug er zum Dictionnaire du jazz bei.

## Schriften
- Philippe Carles, Frank Ténot: Dictionaire du jazz. Larousse: Paris 1971
- Philippe Carles, Jean-Louis Comolli: Free Jazz/Black Power. Champ libre: Paris 1971 (dt. 1974)
- Philippe Carles, Frank Ténot: Le jazz Larousse/Encyclopoche: Paris 1977
- Herman Leonard, Francis Paudras und Philippe Carles: L'oeil du jazz. Filipacchi: Paris 1985
- Jean Paul Brun, Philippe Carles: Jazzmen 1979 – 1991. Erti 1991
- Philippe Carles, André Clergeat, Jean-Louis Comolli: Le nouveau dictionnaire du jazz. R. Laffont: Paris 2011
- Philippe Carles, André Clergeat: Jazz, les incontournables. Filipacchi: Paris 1990